# Phú Lạc, Cẩm Khê
Phú Lạc là một xã thuộc huyện Cẩm Khê, tỉnh Phú Thọ, Việt Nam.

## Địa lý
Xã Phú Lạc nằm ở trung tâm huyện Cẩm Khê.
Xã Phú Lạc có diện tích 4,25 km², dân số năm 1999 là 3372 người, mật độ dân số đạt 793 người/km²

## Giao thông
Xã là nơi đầu mối giao thông của huyện. Quốc lộc 32C, huyện lộ đi Yên Lập. Có bến phà tình cương. Chợ chủ chè là một trong những chợ lâu đời trên địa bàn.